# Hexacontaedru
În geometrie un hexacontaedru este un poliedru cu 60 de fețe. Există multe forme, iar cele mai simetrice dintre ele au simetrie icosaedrică.

## Hexacontaedre cu simetrie icosaedrică

### Convexe
Patru dintre poliedrele Catalan:
|                                            |                                    |                                       |                                          |
| Dodecaedru pentakis (triunghiuri isoscele) | Hexacontaedru romboidal (romboizi) | Hexacontaedru pentagonal (pentagoane) | Icosaedru triakis (triunghiuri isoscele) |

### Concave
Un poliedru:
|                                |
| Hexacontaedru rombic (romburi) |

### Uniforme
27 de duale ale unor poliedre stelate (autointersectate):
| Micul dodecicosacron⁠(d)                         | Marele dodecicosacron                       | Micul rombidodecacron⁠(d)            | Marele rombidodecacron⁠(d)            | Micul hexacontaedru dodecacronic⁠(d)            |
| Marele hexacontaedru dodecacronic⁠(d)            | Rombicosacron⁠(d)                            | Micul hexacontaedru icosacronic⁠(d)  | Hexacontaedrul icosacronic median⁠(d) | Marele hexacontaedru icosacronic⁠(d)            |
| Micul dodecaedru stelapentakis⁠(d)               | Marele dodecaedru stelapentakis⁠(d)          | Marele dodecaedru pentakis⁠(d)       | Marele icosaedru triakis⁠(d)          | Micul hexacontaedru dodecacronic bitrigonal⁠(d) |
| Marele hexacontaedru dodecacronic bitrigonal⁠(d) | Hexacontaedrul trapezoidal median⁠(d)        | Marele hexacontaedru strombic⁠(d)    | Hexacontaedrul pentagonal median⁠(d)  | Marele hexacontaedru pentagonal⁠(d)             |
| Hexacontaedrul pentagonal median inversat⁠(d)    | Marele hexacontaedru pentagonal inversat⁠(d) | Marele hexacontaedru pentagramic⁠(d) | Micul hexacontaedru hexagonal⁠(d)     | Hexacontaedrul hexagonal median⁠(d)             |
| Marele hexacontaedru hexagonal⁠(d)               | Micul hexacontaedru hexagramic⁠(d)           |                                     |                                      |                                                |